# Niklas Kvarforth
Niklas Kvarforth, född 7 december 1983, är en svensk sångare och musiker. Han är främst känd som den drivande kraften bakom Shining, och är även gitarrist i black-/doom metal-bandet Skitliv.

## Diskografi

### MedShining
- I / Within Deep Dark Chambers (2000)
- II / Livets Ändhållplats (2001)
- III / Angst, Självdestruktivitetens Emissarie (2002)
- IV / The Eerie Cold (2005)
- V / Halmstad (2007)
- VI / Klagopsalmer (2009)
- VII / Född Förlorare (2011)
- Redefining Darkness (2012)
- IX - Everyone, Everything, Everywhere Ends (2015)
- X - Varg Utan Flock (2018)

### MedSkitliv
- Amfetamin (MCD) (2008)
- Skandinavisk misantropi (2009)

### Med Diabolicum
- Hail Terror (2005)

### MedDen Saakaldte
- Øl, mørke og depresjon (2008)

### Med Funeral Dirge
- The Silence Ebony (1999)

### MedBethlehem
- S.U.I.Z.I.D. (Nyinspelning) (2008)

### Med Livsnekad
- Den Sociala Vanförheten (2009)